# کیلی گیلکریست
کیلی گیلکریست (انگلیسی: Kaleigh Gilchrist؛ زادهٔ ۱۶ مهٔ ۱۹۹۲ در کالیفرنیا ) بازیکن واترپلو اهل ایالات متحده آمریکا است.
وی در مسابقات کشوری و بین‌المللی در مجموع برندهٔ ۳ مدال طلا شده‌است.